# Selección femenina de fútbol de Georgia
La selección femenina de fútbol de Georgia representa a Georgia en las competiciones internacionales de fútbol femenino. Jugó su primer partido internacional el 10 de septiembre de 1997 contra la selección femenina de fútbol de Yugoslavia, partido que perdió Georgia por once goles a cero.
No ha participado aún en la Eurocopa Femenina, ni tampoco ha logrado clasificarse para disputar la Copa Mundial Femenina de Fútbol y los juegos olímpicos.

## Estadísticas

### Copa Mundial Femenina de Fútbol
| Edición | Resultado                                | Posición                                 | PJ                                       | PG                                       | PE                                       | PP                                       | GF                                       | GC                                       |
| ------- | ---------------------------------------- | ---------------------------------------- | ---------------------------------------- | ---------------------------------------- | ---------------------------------------- | ---------------------------------------- | ---------------------------------------- | ---------------------------------------- |
| 1991    | No existía la selección                  | No existía la selección                  | No existía la selección                  | No existía la selección                  | No existía la selección                  | No existía la selección                  | No existía la selección                  | No existía la selección                  |
| 1995    | No existía la selección                  | No existía la selección                  | No existía la selección                  | No existía la selección                  | No existía la selección                  | No existía la selección                  | No existía la selección                  | No existía la selección                  |
| 1999    | No clasificó por estar en la categoría B | No clasificó por estar en la categoría B | No clasificó por estar en la categoría B | No clasificó por estar en la categoría B | No clasificó por estar en la categoría B | No clasificó por estar en la categoría B | No clasificó por estar en la categoría B | No clasificó por estar en la categoría B |
| 2003    | No participó                             | No participó                             | No participó                             | No participó                             | No participó                             | No participó                             | No participó                             | No participó                             |
| 2007    | No participó                             | No participó                             | No participó                             | No participó                             | No participó                             | No participó                             | No participó                             | No participó                             |
| 2011    | No clasificó                             | No clasificó                             | No clasificó                             | No clasificó                             | No clasificó                             | No clasificó                             | No clasificó                             | No clasificó                             |
| 2015    | No clasificó                             | No clasificó                             | No clasificó                             | No clasificó                             | No clasificó                             | No clasificó                             | No clasificó                             | No clasificó                             |
| 2019    | No clasificó                             | No clasificó                             | No clasificó                             | No clasificó                             | No clasificó                             | No clasificó                             | No clasificó                             | No clasificó                             |
| 2023    | No clasificó                             | No clasificó                             | No clasificó                             | No clasificó                             | No clasificó                             | No clasificó                             | No clasificó                             | No clasificó                             |
| 2027    | Por disputarse                           | Por disputarse                           | Por disputarse                           | Por disputarse                           | Por disputarse                           | Por disputarse                           | Por disputarse                           | Por disputarse                           |
| Total   | 0/9                                      | -                                        | -                                        | -                                        | -                                        | -                                        | -                                        | -                                        |

### Eurocopa Femenina
| Edición | Resultado               | Posición                | PJ                      | PG                      | PE                      | PP                      | GF                      | GC                      |
| ------- | ----------------------- | ----------------------- | ----------------------- | ----------------------- | ----------------------- | ----------------------- | ----------------------- | ----------------------- |
| 1984    | No existía la selección | No existía la selección | No existía la selección | No existía la selección | No existía la selección | No existía la selección | No existía la selección | No existía la selección |
| 1987    | No existía la selección | No existía la selección | No existía la selección | No existía la selección | No existía la selección | No existía la selección | No existía la selección | No existía la selección |
| 1989    | No existía la selección | No existía la selección | No existía la selección | No existía la selección | No existía la selección | No existía la selección | No existía la selección | No existía la selección |
| 1991    | No existía la selección | No existía la selección | No existía la selección | No existía la selección | No existía la selección | No existía la selección | No existía la selección | No existía la selección |
| 1993    | No existía la selección | No existía la selección | No existía la selección | No existía la selección | No existía la selección | No existía la selección | No existía la selección | No existía la selección |
| 1995    | No existía la selección | No existía la selección | No existía la selección | No existía la selección | No existía la selección | No existía la selección | No existía la selección | No existía la selección |
| 1997    | No existía la selección | No existía la selección | No existía la selección | No existía la selección | No existía la selección | No existía la selección | No existía la selección | No existía la selección |
| 2001    | No participó            | No participó            | No participó            | No participó            | No participó            | No participó            | No participó            | No participó            |
| 2005    | No participó            | No participó            | No participó            | No participó            | No participó            | No participó            | No participó            | No participó            |
| 2009    | No clasificó            | No clasificó            | No clasificó            | No clasificó            | No clasificó            | No clasificó            | No clasificó            | No clasificó            |
| 2013    | No clasificó            | No clasificó            | No clasificó            | No clasificó            | No clasificó            | No clasificó            | No clasificó            | No clasificó            |
| 2017    | No clasificó            | No clasificó            | No clasificó            | No clasificó            | No clasificó            | No clasificó            | No clasificó            | No clasificó            |
| 2022    | No clasificó            | No clasificó            | No clasificó            | No clasificó            | No clasificó            | No clasificó            | No clasificó            | No clasificó            |
| 2025    | No clasificó            | No clasificó            | No clasificó            | No clasificó            | No clasificó            | No clasificó            | No clasificó            | No clasificó            |
| Total   | 0/14                    | -                       | -                       | -                       | -                       | -                       | -                       | -                       |

### Liga de Naciones Femenina de la UEFA
| Edición | L     | G     | Resultado    | PJ | PG | PE | PP | GF | GC |
| ------- | ----- | ----- | ------------ | -- | -- | -- | -- | -- | -- |
| 2023-24 | C     | 2     | Cuarto lugar | 6  | 1  | 2  | 3  | 5  | 11 |
| Total   | Total | Total | 1/1          | 6  | 1  | 2  | 3  | 5  | 11 |

## Últimos y próximos encuentros
Actualizado al último partido jugado el 16 de julio de 2024
| Fecha      | Ciudad       | Local       | Resultado | Visitante   | Competición                  |
| ---------- | ------------ | ----------- | --------- | ----------- | ---------------------------- |
| 25-02-2024 | Tiflis       | Georgia     | 3:0       | Macedonia   | Partido amistoso             |
| 28-02-2024 | Tiflis       | Georgia     | 1:0       | Macedonia   | Partido amistoso             |
| 05-04-2024 | Tiflis       | Georgia     | 2:2       | Lituania    | Clas. Eurocopa Femenina 2025 |
| 09-04-2024 | Achna        | Bielorrusia | 3:0       | Georgia     | Clas. Eurocopa Femenina 2025 |
| 31-05-2024 | Achna        | Chipre      | 0:2       | Georgia     | Clas. Eurocopa Femenina 2025 |
| 04-06-2024 | Tiflis       | Georgia     | 1:0       | Chipre      | Clas. Eurocopa Femenina 2025 |
| 12-07-2024 | Tbilisi      | Georgia     | 0:2       | Bielorrusia | Clas. Eurocopa Femenina 2025 |
| 16-07-2024 | Druskininkai | Lituania    | 0:1       | Georgia     | Clas. Eurocopa Femenina 2025 |